# チャメリア
チャメリア（アルバニア語:Çamëria、ギリシャ語:Τσαμουριά / Tsamouriá）は、アルバニア南部とギリシャ北西部にまたがるイピロス（エピルス, Epirus）地方の沿岸部を指し示して、アルバニア人によって用いられる地域呼称である。チャメリアと呼ばれている地域の大部分は、ギリシャのテスプロティア県とプレヴェザ県に属し、他にアルバニア・サランダ県の南端や、ギリシャのヨアニナ県西部の一部を含んでいる。ギリシャではこの地域を表す呼称として古来より「エピルス」や「テスプロティア」がある上、「チャメリア」の呼称は大アルバニア主義につながるものとしてギリシャ人からは忌避されている。

## 呼称と定義

### 語源
この名前は、地域に住むチャム・アルバニア人にちなみ、アルバニア語で「…人の地」を意味する「-eria」の語尾をつけたものである。「チャメリア」という呼称は、こんにちのテスプロティアを指し示す呼称としてオスマン帝国統治時代に多用され、現代ではチャム・アルバニア人との関連でよく用いられる。その名前は、テュアミス川（Thyamis）に由来している。

### 領域
チャメリアとよばれる地域は、古代や現代のテスプロティア（Thesprotia）、中世のヴァゲネティア（Vagenetia）とほぼ同じであり、アンヴラキコス湾の北、イオアニナ山脈の西をその領域としている。
しかし、その北の限界は歴史的に変動している。古代には、テスプロティアの北の限界はテュアミス川までであり、他方で中世にはもっと北まで続いていた。中世のヴェゲネティアの領域は、今日のアルバニア南部・サランダ県およびデルヴィナ県を含み、北・北東の限界はロガラ山脈（Llogara）やムジナ山脈（Muzina）までとなっており、近代のチャメリアの定義と一致している。
しかし、現代においては、「チャメリア」の領域は、方言学的な定義によって、チャム・アルバニア人の領域のみに限定され、アルバニア南部では2つの自治体（マルカト Markat およびコニスポ Konispol）のみがチャメリアに含まれる。ギリシャ側では、テスプロティア県とプレヴェザ県、そしてヨアニナ県の一部の村がこれに含まれる。他方、近代以降にギリシャがこの領域を併合してから復活したテスプロティアという呼称が指し示す範囲は、アルバニア南部を含まず、ギリシャ領のテスプロティア県とプレヴェザ県のみに限定されている。コニソル、マルカトやその他のアルバニア南部は、ギリシャでは北エピルス（Northern Epirus）と呼ばれ、これは、エピルスがギリシャとアルバニアによって分断されて以降に、エピルスのアルバニア側を指し示してギリシャで使われるようになった呼称である。

## 地理と気候
この地域の大部分は山岳地帯であり、南部には渓谷や丘陵が多く、北部は農地が多い。地域を貫く道路や水路の多くは中部、南部および西部の渓谷を通っている。5つの河川があり、北のアルバニア領にはパヴロ川（Pavllo）が、ギリシャ領にはアケローン川、ルロス川、アラフトス川、テュアミス川（Thyamis）の4つがある。
気候は地中海性であり、気温は概ね摂氏28度から30度、高くても35度程度までである。夏は暑く、冬は冷涼である。南部の一部分と比べるとその他の部分では晴天日も少なく、雨がよく降る。冬は冷え、標高の高い北西部では雪が降る。

## 歴史

### 古代
古代においてこの地域は、当時居住していた部族・テスプロティア人（Thesprotians）の名をとってテスプロティアと呼ばれていた。ストラボ（Strabo）によれば、テスプロティア人とモロシア人（Molossians）は、エピルスに住む14の部族の中で最も有名であり、その全域を支配していたこともあった。ハオニア人（Chaonians）に続いてエピルスの支配者となったのがテスプロティア人とモロシア人であった。プルタルコスによれば、ハオニア人、テスプロティア人、モロシア人は、エピルスに住む部族の中で中核的な存在であり、他の部族を力で圧倒していた。紀元前4世紀の碑文は、テスプロティア人の国家組織の特徴に関する更なる情報があり、それが他のエピルス地方の諸部族とよく似たものであることがうかがえる。

### 中世
中世にはこの地域はヴァガネティアと呼ばれ、ローマ帝国、次いで東ローマ帝国の統治下におかれた。1205年、東ローマ皇帝・イサキオス2世アンゲロスおよびアレクシオス3世アンゲロスの従兄弟であるミカエル1世コムネノス・ドゥーカスは、エピロス専制侯国を建国し、15世紀までこの地を治めた。ヴァガネティアをはじめとするエピルス全域がコンスタンティノポリス、テッサリア、ペロポネソス半島からのギリシャ人難民の新しい定住地となり、ミカエル1世は「ラテン帝国の洪水から人々を救った第2のノア」と形容されるようになった。この時代に、アルバニア人やアルーマニア人がこの地に移住したことが記されている。エピルス専制侯国はブルガリア帝国、ニカイア帝国、アンジュー＝シチリア朝などと度々衝突した。エピルスではやがてヨハネス5世パレオロゴスとヨハネス6世カンタクゼノスの内戦に入り、1348年にステファン・ウロシュ4世ドゥシャンひきいるセルビア王国に征服された。この間、アルバニア人国家がこの地域に築かれた。1358年の夏、エピロス専制侯国オルシーニ朝の最後の君主・ニキフォロス2世ドゥカス・オルシーニは、アルバニア人の酋長たちに打ち負かされた。更にセルビア皇帝の承認を受け、これらのアルバニア人酋長はエピルスに2つの国家・アルタ公国（Despotate of Arta）とジロカストラ公国（Principality of Gjirokastër）を打ち立てた。エピルスの内部分裂はオスマン帝国による侵攻を容易にし、1430年にはヨアニナが、1449年にはアルタが、1460年にはアンゲロカストロ（Angelokastron）が、1479年にはヴォニツァ（Vonitsa）がオスマン帝国に征服され、エピロス専制侯国や新しいアルバニア人国家はその歴史を閉じ、オスマン帝国の支配下となった。

### オスマン帝国統治時代
オスマン帝国時代、この地域はヨアニナ州（ヨアニナ・ヴィライェット）に組み込まれ、後にヤニナ・パシャリク（Pashalik of Yanina）の支配下となった。この時代、この地域はチャメリアと呼ばれ、ヤニナ州の地区のひとつとなった。
18世紀、オスマン帝国の力が衰えていく中、この地域はアルバニア人の武装勢力指導者でこの地域の支配者となったテペデレンリ・アリー・パシャによって、半独立のヤニナ・パシャリクの一部となった。アリー・パシャはスーリ（Souli）の住民の連合を屈服させようと攻略に出たが、スーリオーテス（Souliotes）の戦士らによって強い抵抗を受けた。アリー・パシャはスーリオーテス平定を目指して何度も攻勢をかけ、1803年にようやくスーリを支配下に納めた。パシャリクが潰えた後、地域は再びオスマン帝国の統治下となった。ギリシャ人、アルバニア人の双方が、チャメリアを含むエピルス全域を自分たちの国の版図に収めることを目指しはじめた。バルカン戦争の後、1913年のロンドン会議によってエピルスは分断され、チャメリアの大部分がギリシャ領となり、北端のごく一部のみが新しく作られたアルバニアの領土に編入された。

### 近現代
チャメリア地方がギリシャ領となってからの時代、その住民にはギリシャ語、アルバニア語、アルーマニア語、ロマ語などの話者がいた。1923年にローザンヌ条約に基づいてギリシャとトルコとの間で住民交換が行われた際、アナトリア半島を追われたギリシャ人難民がこの地に入植した。1936年、イオアニナ県の一部が分離され、この地方の名をとってテスプロティア県となった。チャム・アルバニア人は宗教的権利を認められているものの、少数民族としての地位は認められず、国家による直接の迫害の証拠は少数である。
ムスリムのチャム・アルバニア人は宗教的少数者とみなされ、との一部は1923年の住民交換によってトルコに送られ、その資産はギリシャ政府に移譲された。正教徒のチャム・アルバニア人はギリシャ人とみなされ、かれらの民族文化や言語はギリシャ人のそれらへの同化の圧力に晒された。

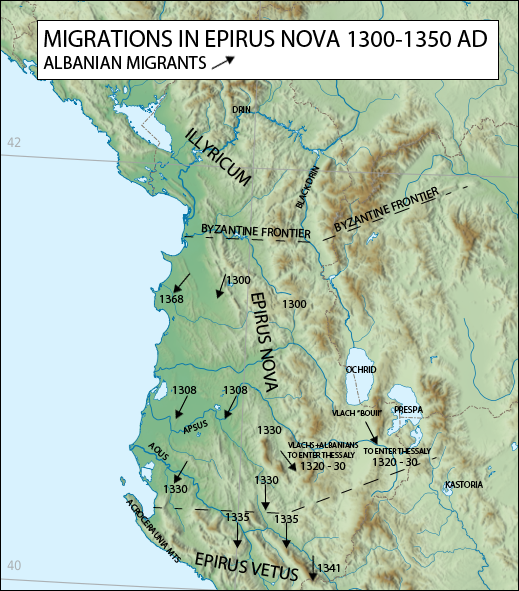
14世紀前半のアルバニア人の人口移動

第二次大戦時の枢軸国によるギリシャ占領（1941年 - 1944年）の間、ムスリムのチャム・アルバニア人の一部はイタリアやドイツの軍と協力関係にあり、各種の戦争犯罪に加担した。第二次世界大戦が終わると、ギリシャ領に居住していたチャム・アルバニア人のほぼ全てが、戦時中の枢軸国への協力を理由としてアルバニアへと追放された。しかし、ムスリムのチャム人の中にはギリシャ側のレジスタンスに加わった者や、戦争に関与していなかった者もいた。枢軸国に抵抗していたギリシャ人のゲリラや地元の住民らはチャム・アルバニア人を攻撃し、集団虐殺なども発生した。

## 住民構成
中世以来、チャメリア地域は複雑な民族混住の地であり、ギリシャ人やアルバニア人、その他の民族がまた住んでおり、その民族自認も流動的であった。数世紀にわたるこの地方の民族構成はほぼ不明のままであるが、19世紀の民族主義革命家が考えるような民族的純粋性とは程遠いものであった可能性が高い。

### 歴史的民族構成
ギリシャの国勢調査では、この地域に住むムスリムのみがアルバニア人と見なされる。1913年の国勢調査によると、総人口6万人のうち、2万5千人のアルバニア語を母語とするムスリムが当時チャメリアに居住していた。1923年には2万319人のムスリムのチャム人が居住していた。1928年の国勢調査では、1万7008人のアルバニア語を母語とするムスリムが居住していた。
1941年にファシスト・イタリアの占領下で行われた国勢調査は、正教徒のアルバニア人の数を調査した唯一の国勢調査であったが、ギリシャ側はこれを誇張されたものとしている。このときの国勢調査では、5万4千人のアルバニア人が居住しており、うち2万6千人が正教徒、2万8千人がムスリムであり、ギリシャ人の数は2万人とされている。大戦後、民族自認や言語を調査しないギリシャの国勢調査が復活し、それによると1947年にはムスリムの数は113人、1951年には127人となっている。
| 年   | ムスリム チャム人 | 正教徒 チャム人 | 合計 うちチャム人 | 合計 人口 | 出典                         |
| ---- | ----------------- | --------------- | ----------------- | --------- | ---------------------------- |
| 1913 | 25,000            | —               | 不明              | 59,000    | ギリシャ国勢調査             |
| 1923 | 20,319            | —               | 不明              | 58,780    | ギリシャ国勢調査             |
| 1925 | 25,000            | 22,000          | 47,000            | 58,000    | アルバニア政府               |
| 1928 | 17,008            | —               | 不明              | 68,200    | ギリシャ国勢調査             |
| 1938 | 17,311            | —               | 不明              | 71,000    | ギリシャ政府                 |
| 1940 | 21,000-22,000     | —               | 不明              | 72,000    | ギリシャ国勢調査に基づく推計 |
| 1941 | 28,000            | 26,000          | 54,000            | 74,000    | ファシスト・イタリア国勢調査 |
| 1947 | 113               | —               | 不明              |           | ギリシャ国勢調査             |
| 1951 | 127               | —               | 不明              |           | ギリシャ国勢調査             |

### 現在
ギリシャ政府の国勢調査では民族や言語について一切調査を行っていないため、チャメリアに住むアルバニア人の数を把握することは依然不可能である。正教徒のチャム人の数を4万人と推定するものもある。アルバニア語はイグメニツァなどで住民の一部が話している。エスノローグによると、アルバニア語はエピルスおよびフロリナ市（Florina）のレホヴォ村（Lehovo）で、併せて1万人によって話されているとされる。1994年に行われた調査では、ギリシャ領でのアルバニア語使用は急速に縮小しており、少数言語が何ら公的な支援が得られていないことによると考えられる。

## 主な町
| 町                            | 人口   |
| ----------------------------- | ------ |
| プレヴェザ（Preveza）         | 16,321 |
| イグメニツァ                  | 8,722  |
| カナラキ（Kanallaki）         | 2,454  |
| パラミュティア（Paramythia）  | 2,445  |
| フィレーテス（Filiates）      | 2,246  |
| パルガ（Parga）               | 2,171  |
| ルーロス（Louros）            | 2,044  |
| パルディカ（Perdika）         | 1,806  |
| テスプロティコ（Thesprotiko） | 1,775  |

## 関連文献
- Albania at War, 1939-45, Bernd I. Fischer, p. 85. C. Hurst & Co, 1999
- Historical Atlas of Central Europe, 2nd. ed. Paul Robert Magocsi. Seattle: U. of Washington Press, 2002.
- Roudometof, Victor. Collective Memory, National Identity, and Ethnic Conflict: Greece, Bulgaria, and the Macedonian Question.
- Clogg, Richard. A Concise History of Greece. Cambridge University Press, 2002.